# Sweden.se
Sweden.se — официальный источник информации о Швеции в интернете. На сайте, администрируемом шведским государственным ведомством «Шведский институт» (Si.se), размещена информация на английском, китайском, арабском и русском языках, дающая представление о различных аспектах жизни современной Швеции. Sweden.se – инструмент публичной дипломатии и национального брендинга, продвигающий образ Швеции как страны с уникальной природой, самобытной культурой, развитой экономикой, высоким уровнем прав и свобод.
Веб-сайт продвигает важные для шведского общества ценности в сферах политики (демократия и низкий уровень коррупции), культуры (гендерное равенство, баланс работы и личной жизни, толерантность и открытость), бизнеса (креативность, инновации, безопасность).

## История
Сайт был создан в 1997 году под названием SverigeDirekt. В то время он выглядел как портал, с которого пользователь мог перейти на сайты государственных учреждений, органов местного самоуправления и т.п. Также на сайте присутствовал небольшой новостной блок, общее описание на шведском и английском языках шведского государственного устройства, путеводитель по общественной жизни Швеции.
С 2002 года сайт администрируется Шведским институтом. В 2003 году — переведен под управление Государственного административно-управленческого бюро. С 2004 года сайт назывался Sverige.se, позже получил  нынешнее название – Sweden.se.
В 2000-х сайт работал на английском, французском, немецком и русском языках и предлагал полезную информацию для туристов, предпринимателей, студентов, представителей СМИ, а также желающих работать в Швеции. Тут публиковались новости, прогноз погоды, короткие факты о стране, интервью со шведами о Швеции, путеводители по шведской музыке, моде, искусству.  На сайте присутствовала игра Sweden - the northern attraction (Швеция - северная достопримечательность), рассказывающая о шведской природе, дизайне, кухне и инновациях. Также была возможность добавлять комментарии.
Позже Sweden.se добавил китайскую, а в 2011 году – и арабскую языковые версии.
В 2008-2010 годах сайт Sweden.se входил в топ-100 лучших сайтов Швеции согласно рейтингу издания InternetWorld. В 2008 году, когда сайт занял 12 место, среди плюсов отмечались «инновационная навигация» и качественный контент.
В 2013 году шведское правительство представило новый бренд Швеции. Основой минималистического логотипа стал шведский флаг с подписью «Швеция» на английском и шведском языках, исполненной шрифтом без засечек. В то же время происходит редизайн сайта Sweden.se. Новый акцент сделан на цифровых инструментах, которые освещают ключевые факты о Швеции, а также на опыте путешествия по стране и проживания в ней.

## Описание сайта
Sweden.se называет себя «официальным сайтом Швеции» и предлагает факты и истории о стране.
Статьи на английской версии сайта, которая является основной, сгруппированы по разделам:
• бизнес (как открыть бизнес в Швеции, шведская экономическая модель, бизнес-культура, истории успеха, инновации);
• культура и традиции (кино, литература, музыка, дизайн, мода, архитектура, спорт, компьютерные игры, а также шведский язык, праздники, кулинария и гастрономические практики);
• природа (шведская природа и отдых на свежем воздухе , борьба с изменением климата, переработка мусора и устойчивое развитие);
• общество (политическое устройство Швеции, права и свободы человека , миграционные процессы, трудоустройство в Швеции, история, образ жизни, образование и здравоохранение);
• короткие факты (разнообразные факты о Швеции в цифрах – от средней продолжительности жизни до количества нобелевских лауреатов).
На сайте размещена не только общая информация о стране, но и актуальные практические рекомендации по туризму, переезду, трудоустройству, учебе в Швеции, а также истории приехавших в Швецию, рассказанные от первого лица. Sweden.se размещает не только тексты, но и видео-материалы, а также интерактивные карты и диаграммы.
Теги на сайте (например, доступная среда, забота о детях, демократия, экология, свобода слова, инновации и т.п.) во многом совпадают с ценностями в сферах политики (демократия и низкий уровень коррупции), культуры (гендерное равенство, баланс работы и личной жизни, толерантность и открытость), бизнеса (креативность, инновации, безопасность), продвигаемыми на Sweden.se.
Кроме основной английской, Sweden.se имеет русскую (ru.sweden.se), арабскую (ar.sweden.se) и китайскую (sweden.cn) версии. Там публикуются как переводы статей с английской версии, так и оригинальные адаптированные под аудиторию языковой версии статьи. Информацию о Швеции на французском, немецком, испанском, а также арабском, китайском и русском языках можно найти на еще одном сайте Шведского института Sharing Sweden.  
Ежедневно сайт посещают приблизительно 16 тысяч пользователей, просматривающих более 25 тысяч страниц (по данным EasyCounter за май 2019 года). Наибольшая часть заходов выполнена из Швеции, США, а также из России (по данным Alexa за май 2019 года).

## Управление сайтом
Sweden.se администрируется шведским государственным ведомством «Шведский институт», которое занимается распространением информации о Швеции в мире и вопросами международного сотрудничества, прежде всего, в сферах культуры и образования.
Материалы, опубликованные на Sweden.se, не отражают официальную позицию Министерства иностранных дел Швеции или шведского правительства. Мнение редакции может не совпадать с мнением авторов публикуемых материалов.
Sweden.se разрешает использование, распространение, публикацию материалов, размещенных на сайте, но лишь с некоммерческой целью. В то же время запрещается использовать фотографии с сайта в случае их редактирования – удалять товарные знаки, знаки копирайта и т.д.

## Sweden.se как объект научных исследований
Исследователи рассматривают сайт Sweden.se как инструмент публичной дипломатии, а также как официальный ретранслятор ценностей шведского общества.  В центре внимания исследователей – гендерное равенство как элемент национального брендинга Швеции, национальная кухня как составляющая национальной идентичности и т.д.